# Banaba

Banaba é uma pequena ilha (antigamente chamada “ilha do Oceano”) na Micronésia, a oeste das ilhas Gilbert e a leste de Nauru. É a ilha mais ocidental da República de Kiribati. Possui uma área de 6 km2.
Em 1900, Albert Ellis, um neozelandês que trabalhava para uma companhia britânica, descobriu que aquela ilha era rica em fosfato de cálcio, uma importante matéria prima para fertilizantes, e convenceu os nativos a assinarem – de cruz – documentos legais que davam à companhia o direito de explorar aquele recurso por 50 libras por ano, durante 999 anos. Em 1942, a ilha foi invadida pelos japoneses e os seus habitantes enviados para campos de trabalhos forçados noutras ilhas, uma vez que a sua já estava praticamente devastada. No fim da guerra, os banabenses foram “recuperados” pelos britânicos e enviados para a ilha Rabi, que actualmente pertence a Fiji. Em 1979, as minas de fosfato foram abandonadas e muitos banabenses regressaram para verificar que do que antes eram 595 hectares de floresta tropical, apenas tinham restado mais ou menos intactos 150.[carece de fontes?]
Em 2021 a ilha enfrentou escassez de água potável depois que a planta de dessalinização falhou.